# Les Reines de la route
 (février 2023).
Les Reines de la route est une émission de télévision française diffusée depuis le 7 janvier 2021 sur 6ter. En Belgique, elle est diffusée sur la chaîne RTL TVI depuis le 30 mai 2021.

## Concept
Cette émission permet de partager le quotidien de femmes effectuant le métier de chauffeur poids lourd. Elles parcourent les routes de France et d'Europe, au volant de leurs camions XXL : des 44 tonnes. Elles doivent accomplir de nouvelles missions chaque jour : chargements d'énormes cargaisons et les livrer dans les temps. Ces missions sont semées d'embuches : neige, brouillard, problèmes mécaniques.

## Participantes
| Nom        | Saison 1 | Saison 2 | Saison 3 | Saison 4 | Saison 5 |
| ---------- | -------- | -------- | -------- | -------- | -------- |
| Amélie     | x        | x        | x        | v        | x        |
| Anaïs      | x        | x        | x        | v        | x        |
| Angélique  | x        | x        | x        | x        | v        |
| Audrey     | x        | v        | x        | x        | x        |
| Béatrice   | x        | v        | v        | v        | v        |
| Charlotte  | x        | x        | x        | x        | v        |
| Chrystelle | v        | v        | x        | x        | x        |
| Clotilde   | x        | v        | v        | v        | v        |
| Diane      | v        | x        | x        | x        | x        |
| Émilie     | v        | v        | v        | x        | x        |
| Estelle    | x        | x        | x        | v        | x        |
| Frédérique | x        | x        | v        | v        | v        |
| Jennifer   | v        | x        | x        | x        | x        |
| Johanne    | x        | x        | x        | x        | v        |
| Leila      | x        | v        | v        | v        | x        |
| Lexie      | v        | v        | v        | v        | v        |
| Maïlys     | v        | x        | x        | x        | x        |
| Manon      | x        | x        | x        | x        | v        |
| Manuela    | x        | x        | x        | x        | v        |
| Marine     | x        | x        | x        | v        | x        |
| Marion     | x        | v        | x        | x        | x        |
| Myriam     | x        | x        | x        | v        | x        |
| Nathalie   | x        | x        | v        | x        | x        |
| Rasha      | x        | x        | v        | x        | v        |
| Romane     | x        | v        | v        | x        | x        |
| Sabine     | x        | x        | x        | v        | x        |
| Sandrine   | x        | x        | x        | x        | v        |
| Sarah      | v        | x        | x        | x        | x        |
| Sarra      | x        | x        | v        | x        | x        |

## Audience
| Émission | Date de diffusion | Nombre de téléspectateurs | PDA   |
| -------- | ----------------- | ------------------------- | ----- |
| 1        | 7 janvier 2021    | 602 000                   | 2,5 % |
| 2        | 14 janvier 2021   | 466 000                   | 1,9 % |
| 3        | 21 janvier 2021   | 564 000                   | 2,3 % |
| 4        | 28 janvier 2021   | 354 000                   | 1,5 % |
| 5        | 4 février 2021    | 489 000                   | 2 %   |
| 6        | 11 février 2021   | 677 000                   | 2,8 % |
| Moyenne  | Moyenne           | 525 333[réf. nécessaire]  | 2,2 % |

| Émission | Date de diffusion | Nombre de téléspectateurs | PDA   |
| -------- | ----------------- | ------------------------- | ----- |
| 1        | 6 janvier 2022    | 609 000                   | 2,8 % |
| 2        | 13 janvier 2022   | 521 000                   | 2,4 % |
| 3        | 20 janvier 2022   | 573 000                   | 2,7 % |
| 4        | 27 janvier 2022   | 620 000                   | 2,8 % |
| 5        | 3 février 2022    | 676 000                   | 3,3 % |
| 6        | 10 février 2022   | 438 000                   | 2 %   |
| Moyenne  | Moyenne           | 572 833[réf. nécessaire]  | 2,7 % |

| Émission | Date de diffusion | Nombre de téléspectateurs | PDA   |
| -------- | ----------------- | ------------------------- | ----- |
| 1        | 5 janvier 2023    | 629 000                   | 3,1 % |
| 2        | 12 janvier 2023   | 739 000                   | 3,7 % |
| 3        | 19 janvier 2023   | 811 000                   | 3,8 % |
| 4        | 26 janvier 2023   | 750 000                   | 3,7 % |
| 5        | 2 février 2023    | 772 000                   | 3,7 % |
| 6        | 9 février 2023    | 642 000                   | 3,1 % |
| 7        | 16 février 2023   | 720 000                   | 3,4 % |
| 8        | 23 février 2023   | 631 000                   | 3,1 % |
| Moyenne  | Moyenne           | 711 750[réf. nécessaire]  | 3,5 % |

Légende :
- Plus hauts chiffres d'audience
- Plus bas chiffres d'audience

| Émission | Date de diffusion | Nombre de téléspectateurs | PDA   |
| -------- | ----------------- | ------------------------- | ----- |
| 1 et 2   | 29 février 2024   | 647 000                   | 3,2 % |
| Moyenne  | Moyenne           | 647 000                   | 3,2 % |

Légende :
- Plus hauts chiffres d'audience
- Plus bas chiffres d'audience

| Saison 1 / Saison 2 Saison 3 / Saison 4 |

## Dans le même esprit
Selon le même principe, en 2023, 6ter a diffusé « Les reines du chantier » et RMC découverte « Les reines de la mécanique ».